# 德宏傣族景颇族自治州人民政府
24°26′11″N 98°35′09″E / 24.43642°N 98.58574°E
德宏傣族景颇族自治州人民政府，简称德宏州政府、德宏州人民政府，是中华人民共和国云南省德宏州的最高行政机关。

## 沿革
1953年7月18日至23日，德宏傣族景颇族自治区成立区人民政府委员会，刀京版当选为自治区政府主席。1956年4月25日至5月1日，德宏傣族景颇族自治州第一届人民代表大会第一次会议召开，改区为州，选举产生了德宏傣族景颇族自治州人民政府。文化大革命爆发后，1966年德宏州人民政府受到冲击，无法行使权力。1967年，德宏州军事管制委员会成立，代行州政府权力。1969年，德宏傣族景颇族自治州建制被云南省革命委员会和昆明军区撤销。1971年，中华人民共和国总理周恩来过问后，德宏傣族景颇族自治州建制得到恢复，成立德宏州革命委员会行使权力。文化大革命结束后，1983年5月，德宏州第八届人民代表大会召开，选举产生了德宏傣族景颇族自治州人民政府组成人员。